# Damaris Aguirre
Damaris Gabriela Aguirre-Aldaz (Chihuahua, 25 luglio 1977) è un'ex sollevatrice messicana medagliata olimpica che ha gareggiato nella categoria dei pesi massimi (fino a 75 kg.).

## Carriera
Ha partecipato alle Olimpiadi di Atene 2004, concludendo la sua gara al 12º posto finale con 222,5 kg. nel totale.
Tre anni dopo ha ottenuto il suo primo risultato importante in competizioni internazionali, vincendo la medaglia d'argento ai Giochi Panamericani di Rio de Janeiro 2007 con 240 kg. nel totale, dietro la colombiana Ubaldina Valoyes-Cuesta (250 kg.) e davanti alla salvadoregna Eva Dimas-Fontanals (231 kg.).
L'anno seguente ha preso parte alle Olimpiadi di Pechino 2008, terminando al 6º posto finale con 245 kg. nel totale, ma alcuni anni dopo, a seguito di ulteriori e più accurati controlli, la prima, la terza e la quarta classificata di quella competizione olimpica, rispettivamente la cinese Cao Lei, la russa Nadežda Evstjuchina e la bielorussa Iryna Kuleša, sono risultate positive al doping e di conseguenza squalificate e private delle medaglie, con avanzamento di Damaris Aguirre-Aldaz alla medaglia di bronzo olimpica.
Nel 2009 Damaris ha vinto la medaglia d'argento ai campionati panamericani di sollevamento pesi di Chicago con 225 kg. nel totale.
L'anno successivo è andata nuovamente a medaglia ai campionati panamericani di Città del Guatemala, ottenendo il bronzo con 219 kg. nel totale.
Ai campionati mondiali di sollevamento pesi ha ottenuto come miglior risultato un 7º posto con 230 kg. nel totale nell'edizione del 2005.